# 11 de junho
11 de junho é o 162.º dia do ano no calendário gregoriano (163.º em anos bissextos). Faltam 203 dias para acabar o ano.

## Eventos históricos

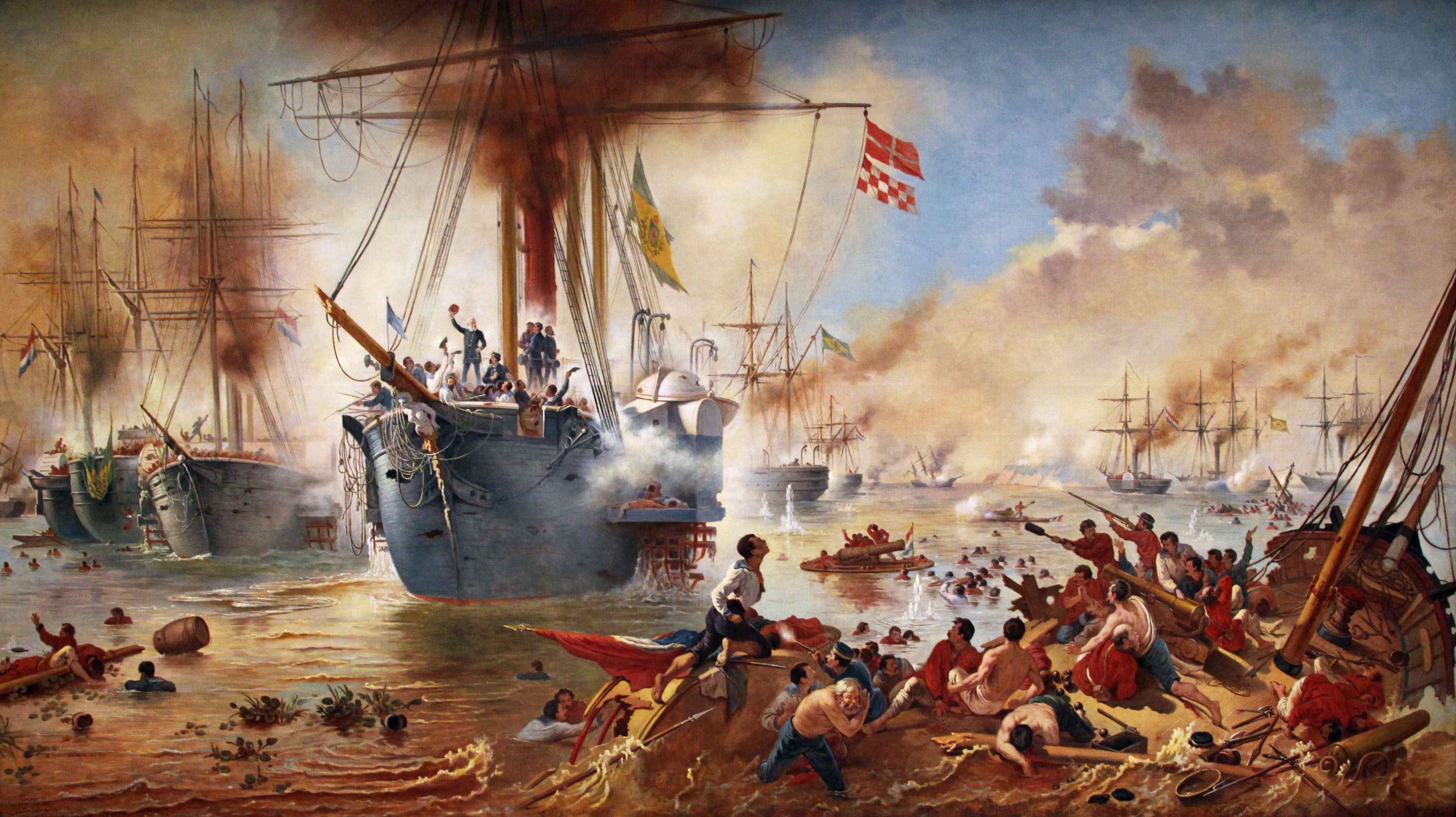
1865: Batalha Naval do Riachuelo

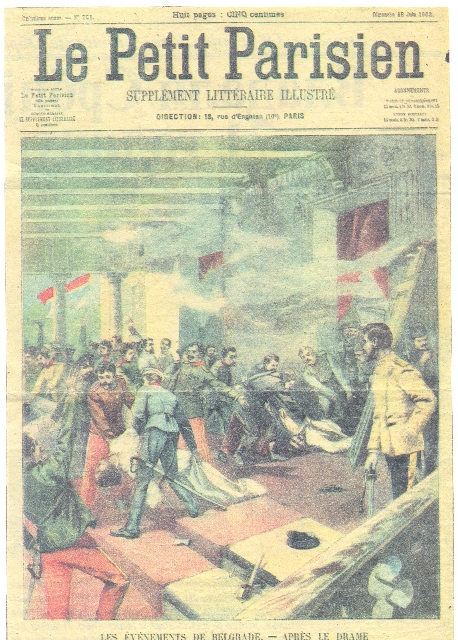
1903: Golpe de Maio na Sérvia

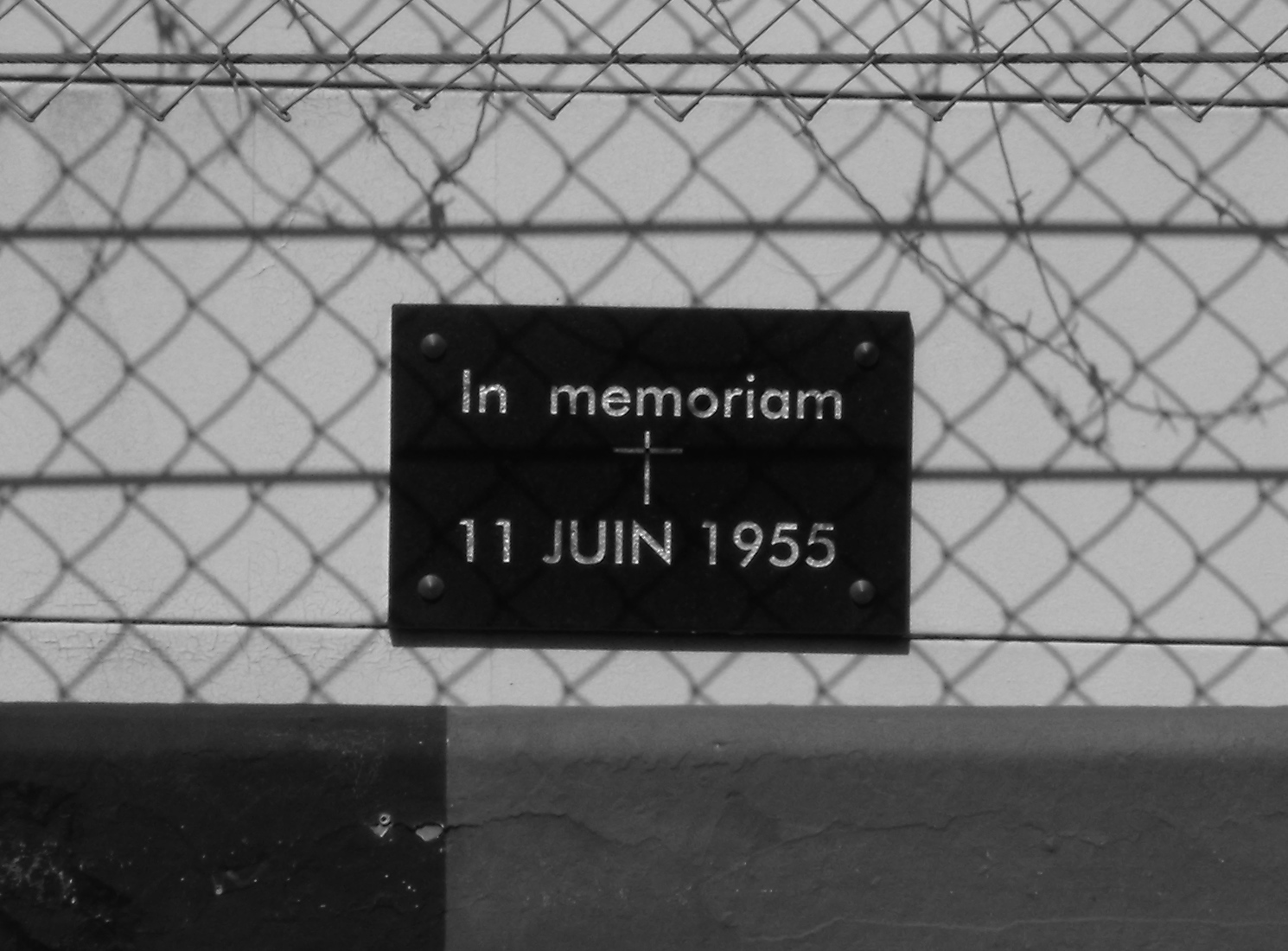
1955: Desastre de Le Mans em 1955

- 1184 a.C. — De acordo com os cálculos de Eratóstenes, a data que Troia foi saqueada e incendiada.
- 0173 — Guerras marcomanas: o exército romano na Morávia é cercado pelos quados, que romperam o tratado de paz (171). Em um temporal violento, o imperador Marco Aurélio derrota e subjuga-os no chamado "milagre da chuva".
- 0631 — O imperador Taizong de Tang envia emissários ao Xueyantuo carregando ouro e seda a fim de buscar a libertação de prisioneiros chineses capturados durante a transição de Sui para Tang.[1]
- 0980 — Vladimir, o Grande consolida o reino de Kiev desde a Ucrânia até o Mar Báltico. É proclamado governante (knyaz) de toda a Rússia de Kiev.
- 1118 — Rogério de Salerno, príncipe de Antioquia, captura Azaz dos turcos seljúcidas .
- 1345 — O mega-duque Aleixo Apocauco, ministro chefe do Império Bizantino, é linchado por presos políticos.
- 1429 — Guerra dos Cem Anos: começa a Batalha de Jargeau.
- 1509 — Henrique VIII da Inglaterra se casa com Catarina de Aragão.
- 1666 — Inglaterra e República Holandesa se enfrentam na Batalha de Quatro Dias, considerada a mais longa da história naval de barcos com vela.
- 1748 — Dinamarca adota a bandeira característica da cruz nórdica, adotada posteriormente por todos os outros países escandinavos.
- 1770 — O navio do explorador britânico capitão James Cook encalha na Grande Barreira de Coral.
- 1775 — Primeiro combate naval da Guerra de Independência dos Estados Unidos, a Batalha de Machias, resulta na captura de um pequeno navio da marinha britânica.
- 1776 — O Congresso Continental nomeia Thomas Jefferson, John Adams, Benjamin Franklin, Roger Sherman e Robert R. Livingston para o Comitê dos Cinco para redigir uma declaração de independência.
- 1798 — Valeta, capital de Malta e sede da Ordem dos Hospitalários, rendeu-se às forças francesas do Exército do Oriente.
- 1822 — Fundação da Marinha do Brasil.
- 1847 — Afonso, Príncipe Imperial, morre aos dois anos de idade, deixando seu pai Dom Pedro II, o último imperador do Brasil, sem herdeiro masculino.
- 1865 — Guerra do Paraguai: Batalha Naval do Riachuelo é travada no riacho Riachuelo (Argentina), entre a Marinha do Paraguai de um lado e a Marinha do Brasil do outro. A vitória brasileira foi crucial para o sucesso posterior da Tríplice Aliança (Brasil, Uruguai e Argentina).
- 1898 — Reforma dos Cem Dias, um movimento planejado para reformar instituições sociais, políticas e educacionais na China, é iniciada pelo imperador Guangxu, mas é suspensa pela imperatriz Tseu-Hi depois de 104 dias. (A reforma fracassada levou à abolição dos Exames imperiais em 1905).
- 1901 — Os limites da Colônia da Nova Zelândia são estendidos pelo Reino Unido para incluir as Ilhas Cook.
- 1903 — Um grupo de oficiais sérvios invade o palácio real e assassina o rei Alexander Obrenović e sua esposa, a rainha Draga.
- 1917 — Rei Alexandre assume o trono da Grécia depois que seu pai, Constantino I, abdica sob pressão dos exércitos aliados que ocupam Atenas.
- 1935 — O inventor Edwin Armstrong faz a primeira demonstração pública de transmissão de FM nos Estados Unidos em Alpine, Nova Jérsei.
- 1937 — Grande Expurgo: a União Soviética sob Joseph Stalin executa oito líderes do exército.[2]
- 1938 — Segunda Guerra Sino-Japonesa: começa a Batalha de Wuhan.
- 1942 — Segunda Guerra Mundial: os Estados Unidos concordam em enviar ajuda do Lend-Lease para a União Soviética.
- 1943 — A aviação aliada ataca Düsseldorf, na Alemanha.
- 1949 — Harry Truman, presidente dos Estados Unidos, se pronuncia pelo rearmamento na Europa e contra toda redução dos créditos do Plano Marshall.
- 1955 — Oitenta e três espectadores morrem e pelo menos 100 ficam feridos depois que um Austin-Healey e um Mercedes-Benz colidem nas 24 Horas de Le Mans, o mais mortífero acidente do automobilismo.
- 1962 — Frank Morris, John Anglin e Clarence Anglin supostamente se tornam os únicos prisioneiros a escapar da prisão na ilha de Alcatraz.
- 1963 — Monge budista Thích Quảng Đức se queima com gasolina em um agitado cruzamento de Saigon para protestar contra a falta de liberdade religiosa no Vietnã do Sul.
- 1996 — Explosão no Osasco Plaza Shopping
- 1998 — Compaq Computer paga US$ 9 bilhões pela Digital Equipment Corporation na maior aquisição de alta tecnologia.
- 2001 — Timothy McVeigh é executado por seu papel no Atentado de Oklahoma City.
- 2004 — A sonda Cassini-Huygens atinge a máxima aproximação da lua de Saturno, Febe.
- 2008
  - Lançado em órbita o Telescópio Espacial Fermi de Raios Gama.
  - O Sport Club do Recife se consagra campeão da Copa do Brasil pela primeira vez.
- 2010 — Começa na África do Sul a primeira Copa do Mundo FIFA em continente africano.
- 2013 — A emissora pública ERT da Grécia é fechada pelo então primeiro-ministro Antónis Samarás.
- 2015 — A emissora pública ERT da Grécia é reaberta pelo então primeiro-ministro Aléxis Tsípras.
- 2018 — Oficialmente inaugurado o 3 World Trade Center.

## Nascimentos

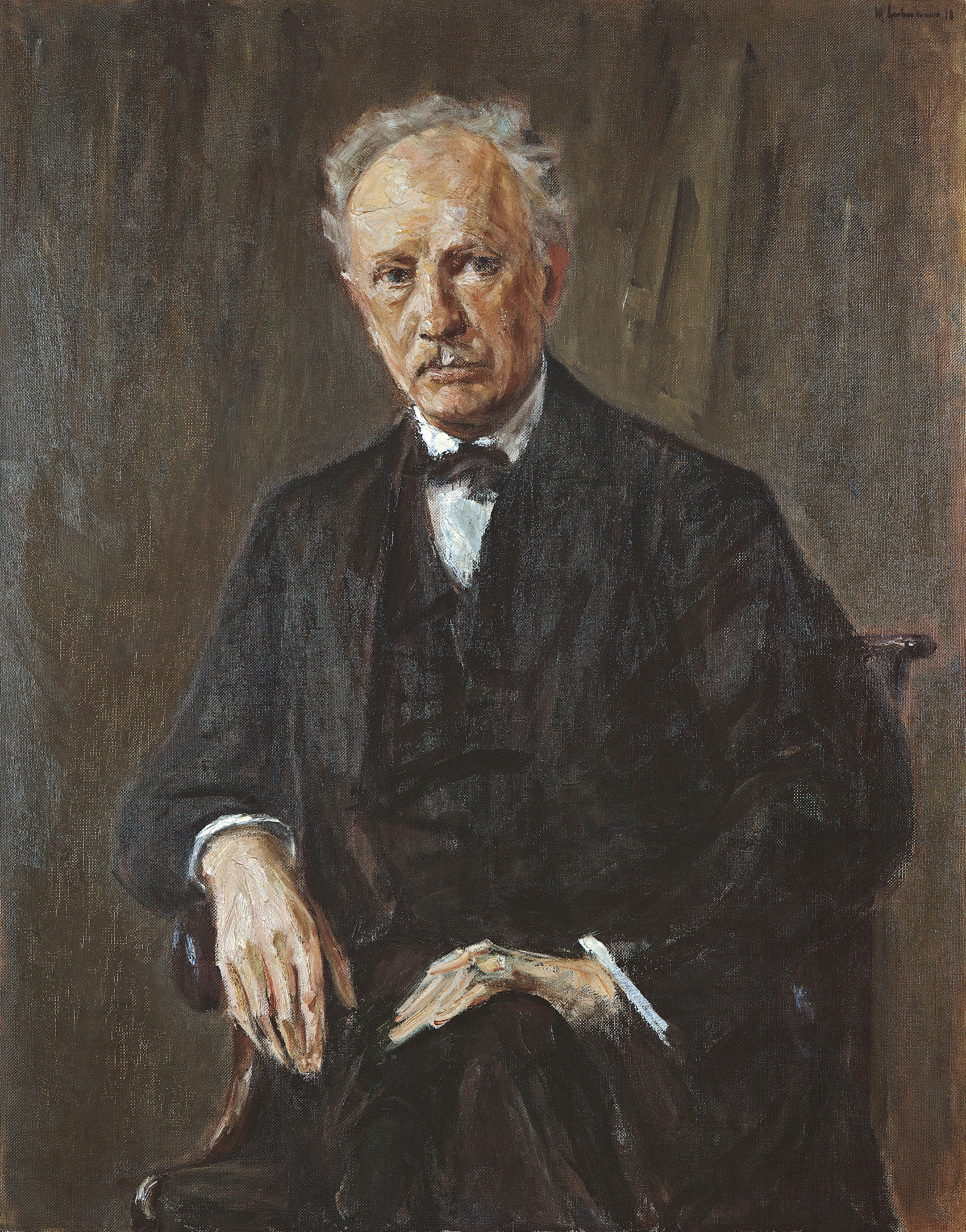
Richard Strauss

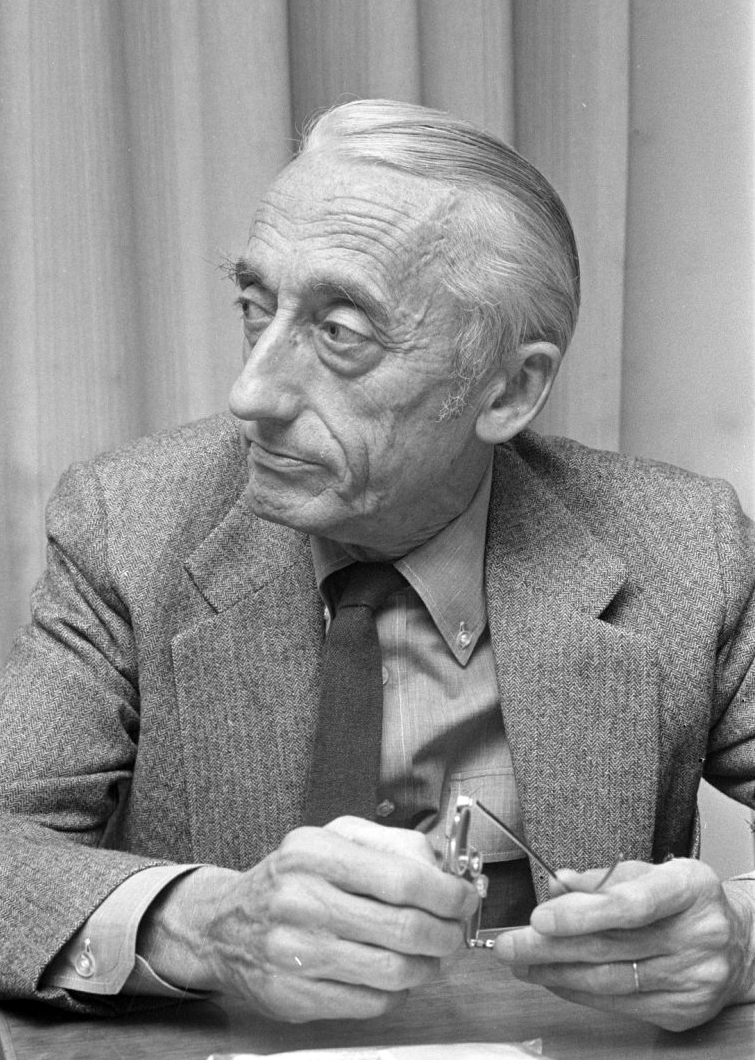
Jacques-Yves Cousteau

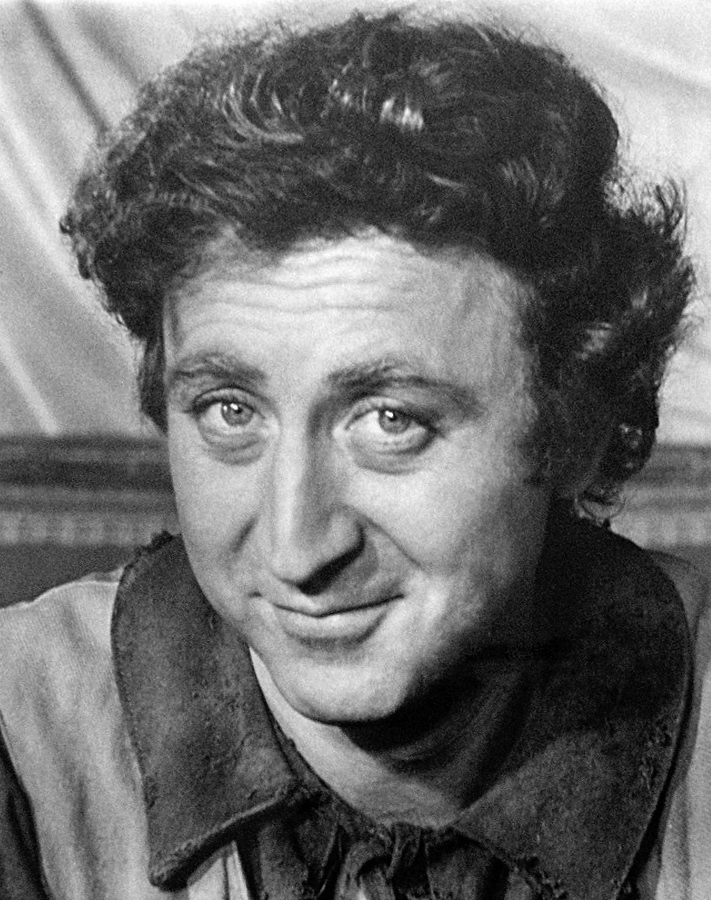
Gene Wilder

Reginaldo Faria

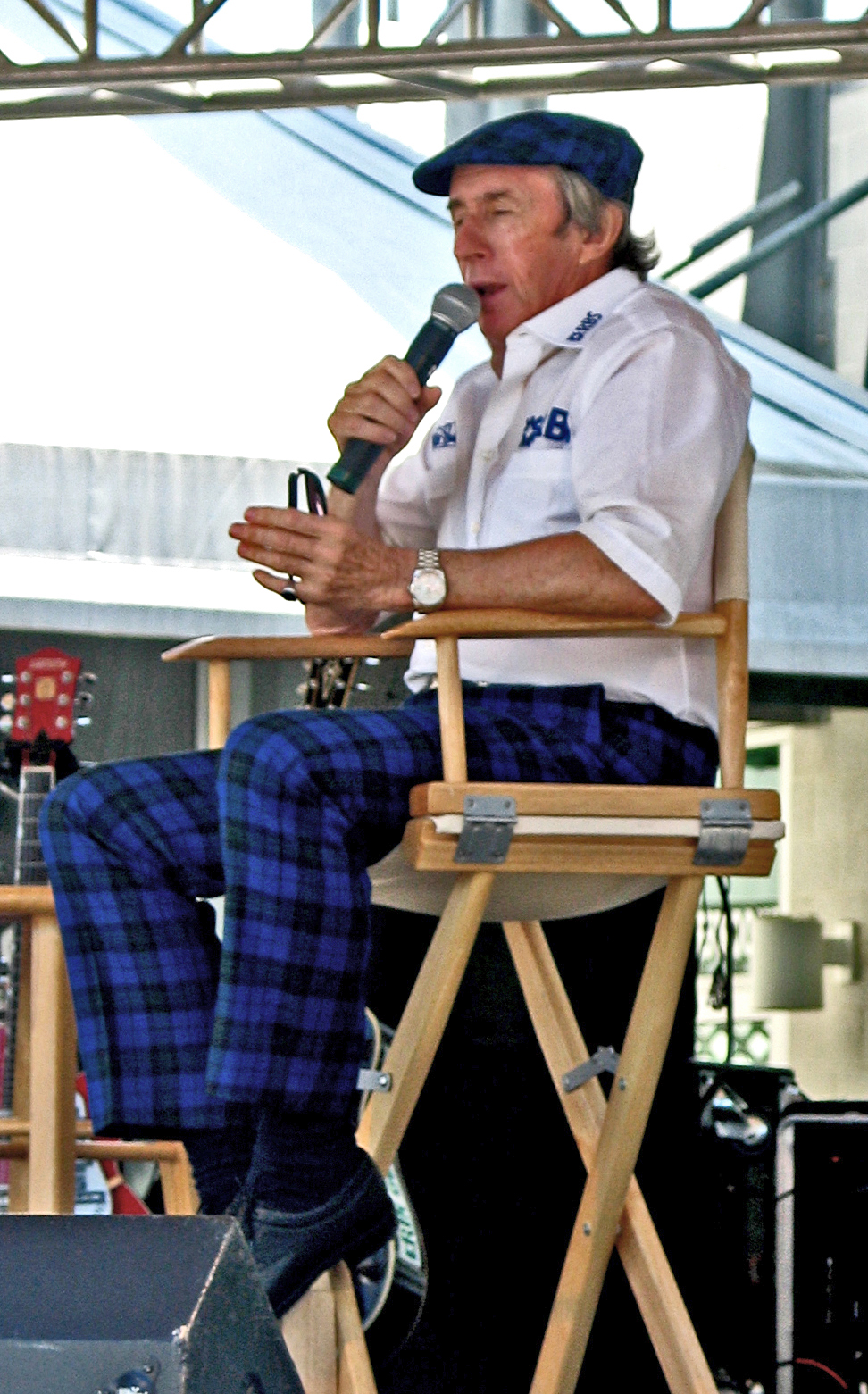
Jackie Stewart

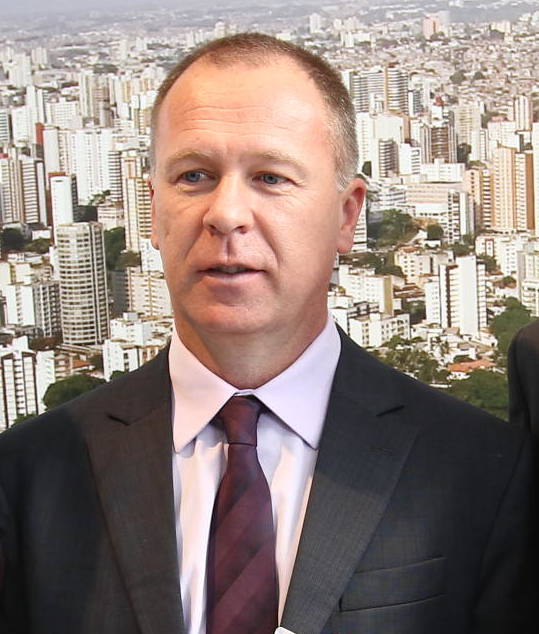
Mano Menezes

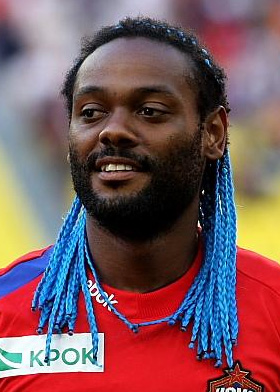
Vágner Love

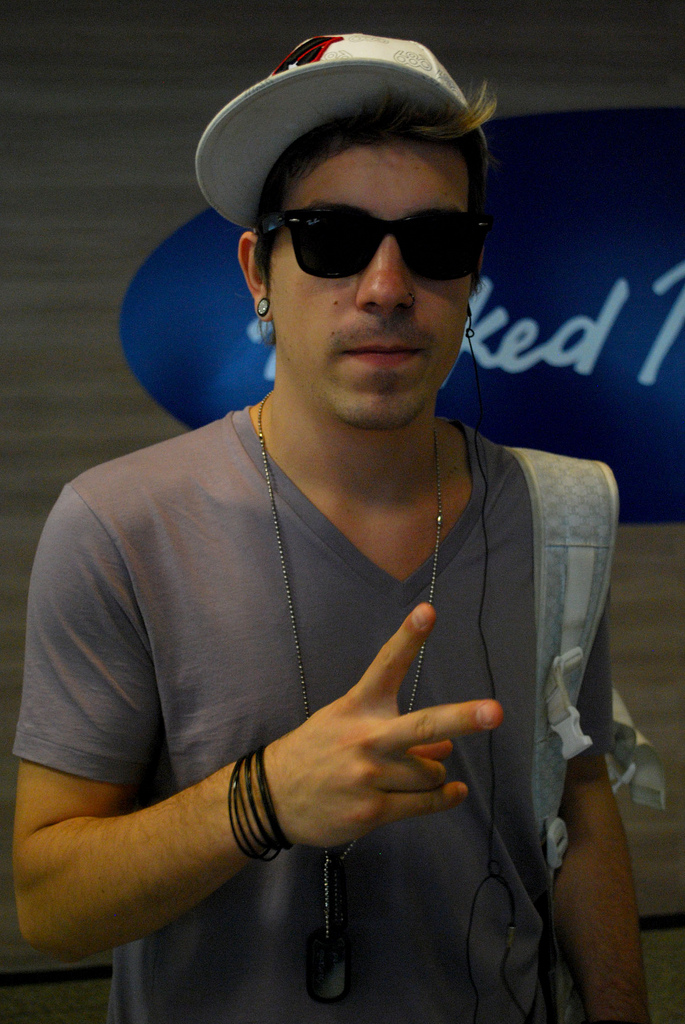
Di Ferrero

### Anterior ao século XIX
- 1456 — Ana Neville, rainha consorte da Inglaterra (m. 1485).
- 1572 — Ben Jonson, poeta e ator inglês (m. 1637).
- 1585 — Evert Horn, governador sueco (m. 1615).

- 1672 — Francesco Antonio Bonporti, padre e compositor italiano (m. 1749).
- 1704 — Carlos Seixas, compositor português (m. 1742).
- 1741 — Joseph Warren, físico e general estadunidense (m. 1775).
- 1755 — Jean-Louis Marie Poiret, explorador e botânico francês (m. 1834).
- 1776 — John Constable, pintor britânico (m. 1837).
- 1797 — Andrew Geddes Bain, geólogo e explorador britânico (m. 1864).

### Século XIX
- 1809 — Juan Antonio Pezet, político peruano (m. 1879).
- 1818 — Alexander Bain, filósofo britânico (m. 1903).
- 1824 — Luísa Teresa de Bourbon (m. 1900).
- 1829 — Alfred Newton, zoólogo e ornitólogo britânico (m. 1907).
- 1832 — Jules Vallès, escritor, jornalista e político francês (m. 1885).
- 1855 — Alfred John North, ornitólogo australiano (m. 1917).
- 1864 — Richard Strauss, compositor alemão (m. 1949).
- 1867 — Charles Fabry, físico francês (m. 1945).
- 1871 — Stjepan Radić, político croata (m. 1928).
- 1876 — Alfred Louis Kroeber, antropólogo estadunidense (m. 1960).
- 1886
  - Lillian Fontaine, atriz britânica (m. 1975).
  - Eino Railio, ginasta finlandês (m. 1970).
- 1888 — Bartolomeo Vanzetti, anarquista italiano (m. 1927).
- 1889
  - Wesley Ruggles, cineasta estadunidense (m. 1972).
  - Hugo Wieslander, decatleta sueco (m. 1976).
- 1894
  - Kiichiro Toyoda, empresário japonês (m. 1952).
  - Dai Vernon, ilusionista canadense (m. 1992).
- 1899 — Yasunari Kawabata, escritor japonês (m. 1972).

### Século XX

#### 1901–1950
- 1903 — Olga da Grécia e Dinamarca (m. 1997).
- 1904 — Pinetop Smith, músico estadunidense (m. 1929).
- 1906 — Iosif Czako, futebolista romeno (m. 1966).
- 1907 — Emile Kuri, diretor de arte mexicano (m. 2000).
- 1909 — Harry W. Gerstad, editor de cinema estadunidense (m. 2002).
- 1910
  - Jacques Cousteau, explorador e inventor francês (m. 1997).
  - Carmine Coppola, cineasta e compositor italiano (m. 1991).
- 1914 — Gerald Mohr, ator estadunidense (m. 1968).
- 1915
  - Krum Milev, futebolista e treinador de futebol búlgaro (m. 2000).
  - Nicholas Metropolis, físico estadunidense (m. 1999).
- 1918 — Vicente de Paulo Araújo Matos, religioso brasileiro (m. 1998).
- 1919
  - Richard Todd, ator britânico (m. 2009).
  - Luis Antonio Ferreyra, futebolista argentino (m. ?).
- 1920
  - Mahendra do Nepal (m. 1972).
  - Shelly Manne, músico estadunidense (m. 1984).
- 1922 — Michael Cacoyannis, diretor e roteirista cipriota (m. 2011).
- 1926 — Carlisle Floyd, compositor estadunidense (m. 2021).
- 1927 — Francisco Brennand, escultor brasileiro (m. 2019).
- 1928 — Fabíola da Bélgica (m. 2014).
- 1929 — Lennie Niehaus, músico, arranjador e compositor estadunidense (m. 2020).
- 1931 — Ary Leite, ator e humorista brasileiro (m. 1986).
- 1933
  - Gene Wilder, ator e diretor estadunidense (m. 2016).
  - Harald Szeemann, historiador e curador de arte suíço (m. 2005).
- 1934
  - Henrique, Príncipe Consorte da Dinamarca (m. 2018).
  - Blagoja Vidinić, futebolista e treinador de futebol macedônio (m. 2006).
- 1935 — Eulogio Martínez, futebolista paraguaio-espanhol (m. 1984).
- 1937
  - Carlos Eduardo Dolabella, ator brasileiro (m. 2003).
  - Reginaldo Faria, ator e diretor brasileiro.
  - Chad Everett, ator estadunidense (m. 2012).
- 1939 — Jackie Stewart, ex-automobilista britânico.
- 1943
  - Coutinho, futebolista brasileiro (m. 2019).
  - Henry Hill, mafioso estadunidense (m. 2012).
- 1944 — James van Hoften, ex-astronauta estadunidense.
- 1945
  - Adrienne Barbeau, atriz estadunidense.
  - Roland Moreno, inventor francês (m. 2012).
- 1947
  - Bob Evans, ex-automobilista estadunidense.
  - Francisco Castrejón, ex-futebolista mexicano.
- 1948 — Ernst Jean-Joseph, futebolista haitiano (m. 2020).
- 1949
  - Tom Pryce, automobilista britânico (m. 1977).
  - Pierre Bayonne, ex-futebolista haitiano.
  - Frank Beard, baterista e compositor estadunidense.
- 1950
  - Vanderlei Eustáquio de Oliveira, ex-futebolista brasileiro (m. 2023).
  - Genézio de Barros, ator brasileiro.

#### 1951–2000
- 1951 — Elizabeth Schmidt, política brasileira.

- 1952
  - Geraldo Carneiro, escritor e roteirista brasileiro.
  - Anote Tong, político kiribatiano.
  - Donnie Van Zant, guitarrista e cantor estadunidense.
- 1953
  - Pat Symonds, engenheiro automobilístico britânico.
  - José Bové, ativista francês.
- 1955 — Yuriy Sedykh, atleta ucraniano (m. 2021).
- 1956
  - Joe Montana, ex-jogador de futebol americano estadunidense.
  - Nathaniel Philbrick, escritor estadunidense.
  - Simon Plouffe, matemático canadense.
- 1957 — Ammar Souayah, treinador de futebol tunisiano.
- 1958 — Rafael Sánchez-Navarro, ator mexicano.
- 1959
  - Hugh Laurie, ator britânico.
  - Alan Moulder, produtor musical britânico.
- 1961 — Oksen Mirzoian, ex-halterofilista armênio.
- 1962
  - Mano Menezes, treinador de futebol brasileiro.
  - Erika Salumäe, ex-ciclista estoniana.
  - Lenilton, militar e cantor brasileiro.
- 1963
  - Ricardo Chaves, cantor e compositor brasileiro.
  - Jan Posthuma, ex-jogador de vôlei neerlandês.
  - Gregg Hoffman, produtor de cinema estadunidense (m. 2005).
- 1964
  - Jean Alesi, ex-automobilista francês.
  - Murilo Grossi, ator e produtor brasileiro.
- 1965 — Pamela Gidley, atriz estadunidense (m. 2018).
- 1966
  - Tiffany Cohen, ex-nadadora estadunidense.
  - Vasiliy Kulkov, futebolista russo (m. 2020)
- 1967
  - Carla Vilhena, jornalista brasileira.
  - Isabela Garcia, atriz brasileira.
  - João Garcia, alpinista português.
- 1968
  - Alois de Liechtenstein.
  - Daniel Orsanic, ex-tenista argentino.
  - Emiliano García-Page, político espanhol.
- 1969
  - Peter Dinklage, ator estadunidense.
  - Sergey Yuran, ex-futebolista e treinador de futebol russo.
- 1970
  - Alex Barron, automobilista estadunidense.
  - Alex Kendrick, pastor, cineasta e ator estadunidense.
  - Miguel Ramírez, ex-futebolista chileno.
  - Andy Gavin, produtor de jogos, escritor e empresário estadunidense.
- 1971
  - Marek Kolbowicz, canoísta polonês.
- 1972 — Eriberto Leão, ator brasileiro.
- 1973
  - Arilson, ex-futebolista e treinador de futebol brasileiro.
  - José Manuel Abundis, ex-futebolista mexicano.
  - Silvânia Aquino, cantora brasileira.
- 1974
  - Greg Vanney, ex-futebolista e treinador de futebol estadunidense.
  - Verônica Sacer, cantora e compositora brasileira.
- 1975 — Mira Awad, atriz e cantora israelense.
- 1976 — Gaëtan Englebert, ex-futebolista belga.
- 1977 — Ryan Dunn, ator, dublê e personalidade de reality shows estadunidense (m. 2011).
- 1978
  - Julien Rodriguez, ex-futebolista francês.
  - Joshua Jackson, ator estadunidense.
  - Miguel Corrêa, político, professor e empresário brasileiro.
- 1979
  - Ricardo Berna, ex-futebolista brasileiro.
  - Danilo, ex-futebolista e treinador de futebol brasileiro.
  - Ali Boussaboun, ex-futebolista marroquino.
- 1980
  - Antonio Bocchetti, ex-futebolista italiano.
  - Emmanuel Ake, ex-futebolista queniano.
- 1981 — Emiliano Moretti, ex-futebolista italiano.
- 1984
  - Vágner Love, futebolista brasileiro.
  - Márcio Araújo, futebolista brasileiro.
- 1985
  - Violeta Isfel, atriz e cantora mexicana.
  - Di Ferrero, músico brasileiro.
- 1986
  - Shia LaBeouf, ator e comediante estadunidense.
  - Fabio Duarte, ciclista colombiano.
- 1987
  - Gonzalo Castro, futebolista alemão.
  - Ji-Paraná, futebolista brasileiro.
  - Marsel İlhan, tenista turco.
  - Robertlandy Simón, jogador de vôlei cubano.
  - Karrar Jassim, futebolista iraquiano.
- 1988 — Claire Holt, atriz australiana.
- 1989
  - Fágner, futebolista brasileiro.
  - Lorenzo Ariaudo, futebolista italiano.
  - Ana Clara Duarte, tenista brasileira.
- 1990
  - Pernilla Karlsson, cantora finlandesa.
  - Christophe Lemaitre, velocista francês.
- 1991
  - Dan Howell, youtuber britânico.
  - Emily Diamond, velocista britânica.
- 1992
  - Eugene Simon, ator e modelo britânico.
  - Felipe Wu, atirador esportivo brasileiro.
  - Davide Zappacosta, futebolista italiano.
- 1993
  - Nicolás Albarracín, futebolista uruguaio.
  - Helibelton Palacios, futebolista colombiano.
- 1994
  - Ivana Baquero, atriz espanhola.
  - Jessica Fox, canoísta australiana.
- 1995
  - Gastón Pereiro, futebolista uruguaio.
  - Ashley Lawrence, futebolista canadense.
- 1996 — Raniel, futebolista brasileiro.
- 1997
  - Kodak Black, rapper e compositor estadunidense.
  - Jorja Smith, cantora britânica.
  - Unai Simón Mendibil, futebolista espanhol.
- 1998 — Charlie Tahan, ator estadunidense.
- 1999
  - Kai Havertz, futebolista alemão.
  - Saxon Sharbino, atriz estadunidense.
- 2000 — Emi van Driel, jogadora de vôlei de praia neerlandesa.

### Século XXI
- 2001 — Billy Gilmour, futebolista britânico.
- 2002 — Olli Caldwell, automobilista britânico.
- 2003 — Breanna Yde, atriz estadunidense.

## Mortes

### Anterior ao século XIX
- 0840 — Junna, imperador do Japão (n. 786).
- 1183 — Henrique, o Jovem (n. 1155).
- 1216 — Henrique da Flandres (n. 1174).
- 1323 — Bérenger de Frédol, o Velho, cardeal e bispo francês (n. 1250).
- 1347 — Bartolomeu de San Concordio, canonista e intelectual italiano (n. c. 1260).
- 1488 — Jaime III da Escócia (n. 1451).
- 1521 — Tamás Bakócz, cardeal e estadista húngaro (n. 1442).
- 1557 — João III de Portugal (n. 1502).
- 1560 — Maria de Guise, rainha consorte da Escócia (n. 1515).

- 1630 — Giovanni Francesco Anerio, compositor italiano (n. 1567).
- 1694 — Winifred Edgcumbe, nobre inglesa (n. ?).
- 1695 — André Félibien, arquiteto francês (n. 1619).
- 1727 — Jorge I da Grã-Bretanha (n. 1660).

### Século XIX
- 1828 — Dugald Stewart, filósofo britânico (n. 1753).
- 1847 — John Franklin, explorador e capitão britânico (n. 1786).
- 1891 — Barbara Bodichon, educadora britânica (n. 1827).

### Século XX
- 1903 — Nikolai Bugaev, matemático russo (n. 1837).
- 1934 — Lev Vygotsky, psicólogo russo (n. 1896).
- 1936 — Robert E. Howard, escritor estadunidense (n. 1906).
- 1945 — Eliyahu Golomb, ativista sionista russo (n. 1893).
- 1947 — Cosme Damião, futebolista, técnico e jornalista português (n. 1885).
- 1952 — Mário Homem de Mello, político brasileiro (n. 1894).
- 1955 — Pierre Levegh, automobilista francês (n. 1905).
- 1965 — José Mendes Cabeçadas, militar e político português (n. 1883).
- 1966 — Alfred Berger, patinador artístico austríaco (n. 1894).
- 1974 — Eurico Gaspar Dutra, militar e político brasileiro, 16.° presidente do Brasil (n. 1883).
- 1979 — John Wayne, ator estadunidense (n. 1907).
- 1999 — DeForest Kelley, ator estadunidense (n. 1920).

### Século XXI
- 2001 — Timothy McVeigh, terrorista estadunidense (n. 1968).
- 2005
  - Robert Clarke, ator e diretor americano (n. 1920)
  - Vasco Gonçalves, político português (n. 1921).
  - Juan José Saer, escritor argentino (n. 1937).
- 2006
  - Marianna Tavrog, cineasta russa-soviética (n. 1921).
  - Suzanne Morrow, patinadora artística canadense (n. 1930).
- 2008
  - Ove Andersson, automobilista sueco (n. 1938).
  - Võ Văn Kiệt, político vietnamita (n. 1922).
  - Jean Desailly, ator francês (n. 1920).
  - Adam Ledwoń, futebolista polonês (n. 1974).
- 2009 — Ricardo Rangel, fotojornalista e fotógrafo moçambicano (n. 1924).
- 2012 — Teófilo Stevenson, pugilista cubano (n. 1952).
- 2014 — Max Nunes, humorista, médico e polímata brasileiro (n. 1922).
- 2015
  - Dusty Rhodes, wrestler estadunidense (n. 1945).
  - Ron Moody, ator britânico (n. 1924).
- 2025 — Brian Wilson, músico americano (n. 1942).

## Feriados e eventos cíclicos

### Argentina
- Fundação da cidade de Buenos Aires

### Brasil
- Dia da Marinha Brasileira
- Dia do Educador Sanitário

### Cristianismo
- Barnabé
- Inácio Maloyan
- Paula Frassinetti

## Outros calendários
- No calendário romano era o 3.º dia (III) antes dos idos de junho.
- No calendário litúrgico tem a letra dominical A para o dia da semana.
- No calendário gregoriano a epacta do dia é xvi.